# Аргишу (Клуж)
Аргишу (рум. Arghișu) насеље је у Румунији у округу Клуж у општини Агирешу. Oпштина се налази на надморској висини од 332 m.

## Становништво
Према подацима из 2002. године у насељу је живело 194 становника.

### Попис2002.
| Расподела становништва по националности 2002.‍ | Расподела становништва по националности 2002.‍ | Расподела становништва по националности 2002.‍ | Расподела становништва по националности 2002.‍ | Расподела становништва по националности 2002.‍ |
| --------------------------------------------- | --------------------------------------------- | --------------------------------------------- | --------------------------------------------- | --------------------------------------------- |
|                                               |                                               |                                               |                                               |                                               |
| Румуни                                        | Румуни                                        |                                               | 174                                           | 89,7%                                         |
| Мађари                                        | Мађари                                        |                                               | 5                                             | 2,6%                                          |
| Роми                                          | Роми                                          |                                               | 15                                            | 7,7%                                          |